# Jack Duarte
Robert Jack Duarte Wallace (Cidade do México, 7 de abril de 1986) conhecido artisticamente como Jack Duarte é um ator e cantor mexicano.
Jack Duarte começou sua carreira artística no ano de 2001 no grupo musical Magneto, grupo que firmou contrato com a gravadora Universal Music Latin Entertainment. Depois de concluir as atividades com a Universal Music, Antonio Berumen (maneger) criou uma gravadora independente e renomeou o grupo Magneto para M5. Graças a este projeto, Jack ganhou exposição em toda a América Latina, compartilhando o cenário com artistas internacionais e chegando a ganhar um disco de ouro na Bolívia e na Costa Rica. 
Como ator, Duarte começou sua carreira em uma pequena participação na telenovela Velo de Novia (2003), depois se integrou ao elenco principal do grande sucesso mundial Rebelde (2004) e em 2012 formou parte do elenco protagonista da telenovela Miss XV, que posteriormente integrou-se ao grupo musical formado dentro da novela, o exitoso Eme 15. 
Em 2014, com o fim da banda Eme 15, anunciou em suas redes sociais o desligamento musical para se dedicar a atuação. Em 2022, ele retorna ao papel de destaque participando da série Now and Then do canal de streaming da Apple Tv.

## Carreira
Robert Jack Duarte Wallace nasceu no dia 7 de abril de 1986 na Cidade de México, onde estudou na escola de atuação CasAzul, Argos Comunicación (2008-2011). Com a banda M5, Jack Duarte percorreu vários países da América Latina, recebendo prêmios por discos mais vendidos na Bolívia e Costa Rica.
Jack ficou conhecido após sua participação na telenovela Rebelde interpretando o personagem Tomás Goycolea. Permanecendo nas três temporadas do folhetim juvenil. Seu personagem fez par romântico com a atriz Angelique Boyer. 
Em 2008 fez parte do elenco de Alma de Hierro, versão da novela argentina Son de Fierro.
Em 2012 fez parte do grupo musical Eme 15, banda originada dentro da  televisiva de Pedro Damián, Miss XV. Chegou a ganhar um prêmio no Kids Choice Awards México na categoria de Actor de Reparto Favorito em 2012.  

## Filmografia
| ANO       | TÍTULO          | PAPEL                        | NOTAS                 |
| --------- | --------------- | ---------------------------- | --------------------- |
| 2003      | Velo de Novia   | Membro da banda M5           | Participação Especial |
| 2004-2006 | Rebelde         | Tomás Goycolea               | Co-protagonista       |
| 2012      | Miss XV         | Eduardo "Eddy" Contreras     | Protagonista          |
| 2017-2018 | La Hija Pródiga | Daniel "Dany" Mendoza Arenas | Coadjuvante           |

| ANO  | TÍTULO                  | PAPEL            | NOTAS                 |
| ---- | ----------------------- | ---------------- | --------------------- |
| 2017 | La Querida del Centauro | Alex             | Participação Especial |
| 2018 | Ingobernable            | Freddie Crawford | Coadjuvante           |
| 2021 | Luis Miguel             | Cris Valdés      | Participação Especial |
| 2021 | Un día para vivir       | -                | Participação          |
| 2022 | Now and Then            | Marcos (jovem)   | Coadjuvante           |

| ANO  | TÍTULO              | PAPEL         | NOTAS         |
| ---- | ------------------- | ------------- | ------------- |
| 2016 | Revoltoso           | Jabalito      | Animação      |
| 2019 | Hungry              | Dark Duarte   | Curtametragem |
| 2019 | Welcome To Acapulco | Agent Kessler | Participação  |
| 2020 | Fake Love (Lives)   | Omar          | Protagonista  |
| 2020 | Orisha              | Cesár         | Curtametragem |
| 2020 | Sugar               | Tad           | Curtametragem |

| ANO  | TÍTULO     | PAPEL               | NOTAS                 |
| ---- | ---------- | ------------------- | --------------------- |
| 2005 | Adicción R | Jack Duarte as Self | Participação Especial |
| 2007 | Incógnito  | Ele mesmo           | Participação Especial |

## Discografia

### Álbuns de estúdio
| Ano  | Álbum                                    | Posicões | Posicões | Posicões | Vendas e certificações |
| Ano  | Álbum                                    | COL      | MÉX      | ARG      | Vendas e certificações |
| ---- | ---------------------------------------- | -------- | -------- | -------- | ---------------------- |
| 2012 | Eme 15 - Lançamento: 26 de junho de 2012 | 8        | 1        | 1        | - Platina - Ouro       |

### Coletânea
| Ano  | Álbum                                                          | Posições | Posições | Posições | Vendas e certificações |
| Ano  | Álbum                                                          | COL      | MÉX      | ARG      | Vendas e certificações |
| ---- | -------------------------------------------------------------- | -------- | -------- | -------- | ---------------------- |
| 2012 | Eme 15 (edición navideña) - Lançamento: 13 de novembro de 2012 | —        | 1        | —        | - Ouro                 |